# 坂東楽善
坂東 楽善（ばんどう らくぜん、1943年3月31日 - ）は、日本の俳優、歌舞伎役者。屋号は音羽屋。定紋は鶴の丸、替紋は八重片喰。歌舞伎名跡「坂東彦三郎」の先代。本名は坂東 輝彦（ばんどう てるひこ）。暁星高等学校卒業。
立役で、時代物も世話物も幅広くこなす歌舞伎俳優として活躍中。弟に二代目市村萬次郎と四代目河原崎権十郎が、子に九代目坂東彦三郎と三代目坂東亀蔵がいる。

## 来歴
1943年（昭和18年）3月31日、十七代目市村羽左衛門の長男として東京に生まれる。
1950年（昭和25年）6月、新橋演舞場の『菅原伝授手習鑑』「寺子屋」の菅秀才で四代目坂東亀三郎を襲名して初舞台。舞台活動の傍ら映画やテレビドラマの子役として活躍した。
1965年（昭和40年）、歌舞伎座『寿曾我対面』の朝比奈三郎で八代目坂東薪水を襲名。1966年7月、「結核性脳髄膜炎」という大病を患い一時的に舞台から遠ざかることもあったが、それも克服・再起して1972年（昭和47年）5月、歌舞伎座『名橘誉石切』（石切梶原）の梶原平三で二代目坂東亀蔵を襲名する。
1980年（昭和55年）2月歌舞伎座『源平布引滝』「実盛物語」の斎藤実盛、『彦山権現誓助剣』（毛谷村）の毛谷村六助で八代目坂東彦三郎を襲名した。
2017年5月、長男の五代目坂東亀三郎に当主名の「坂東彦三郎」を九代目として襲名させ、自身は坂東楽善に改名する。

## 受賞歴等
- 平成25年 旭日双光章 [4][5]